# マイケル・ヤング (社会学者)

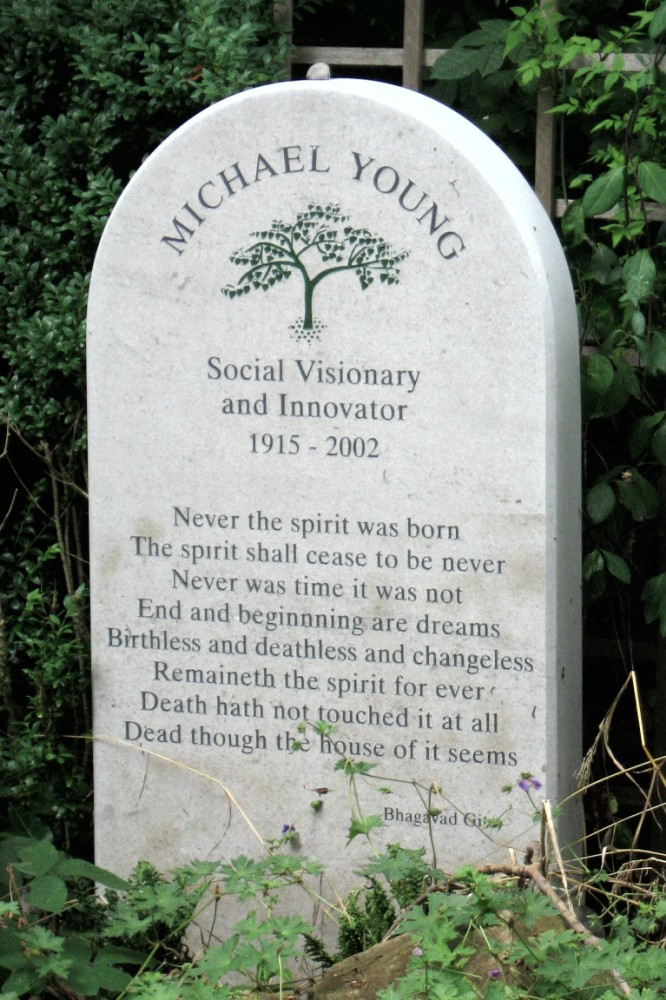
マイケル・ヤングの墓碑

マイケル・ヤング（Michael Young, Baron Young of Dartington、1915年8月9日 - 2002年1月14日）はイギリスの社会学者、社会活動家、政治家である。メリトクラシーと言う造語を初めて使用したことで知られる。ダーティントン男爵と言う称号を持つ。
1945年の総選挙の際の労働党のマニフェスト「未来に立ち向かおう（Let Us Face the Future）」を草稿した政策委員会幹事長を務め、労働党的思考を作り上げる中心的役割を果たすという精力的な人生を送り、社会改革に熱心で数々の社会的に有意な組織を自ら設立し、または設立支援を行なった。これらの組織には消費者組合、消費者委員会、「Which?」誌、オープン大学、電話通訳会社のランゲージラインなどである。

## 来歴
ヤングの父はオーストラリアのヴァイオリニストであり音楽批評家で、母はボヘミアンの画家であり女優であった。ヤングはマンチェスターで生まれ、8歳までメルボルンで育ち、両親の結婚が破局する少し前にイングランドに戻った。1920年代、彼は何校かの学校に通い、最終的にはデヴォン州の進歩的な学校であるダーティントン・ホールに入学した。この学校とは後に管財人、副議長、歴史学者として長い関わりを持つことになった。彼はロンドン・スクール・オブ・エコノミクスで経済学を学び1939年に法廷弁護士の資格を取得した。
労働党の若手研究者として一人で労働党の1945年のマニフェストを草稿し、クレメント・アトリーに率いられた労働党が政権の座を獲得する一助を担った。1950年にアトリー政権での職位を辞任し、1952年にロンドン・スクール・オブ・エコノミクスで博士課程の研究を始めた。彼は東ロンドンにおける住宅政策及び地方公共団体政策を研究したが、コミュニティ政策と労働党議員の状況に幻滅した。これは彼がコミュニティー研究所（Institute of Community Studies）というシンクタンクを設立するきっかけとなった。コミュニティー研究所は社会改革案の探求のためのヤングの重要な手段となった。この研究所の基本的な信条は生活と施設の運営に関して人々により多くの発言権を与えることであった。
ピーター・ウィルモットと共著で「Family and Kinship in East London」（東ロンドンにおける家族と親類関係）を書いた。また1958年に風刺小説「The Rise Of The Meritocracy」（伊藤慎一訳「メリトクラシーの法則」）を書き社会に大きな影響を与えた。元々はフェビアン協会のために書かれた本であったが出版するのを拒否された経緯があった。この本によって労働党は機会の平等に対する考え方を改め、メリトクラシーという言葉が作られた。同じ時期に消費者組合、消費者委員会とオープン大学にも取り組み始めた。ヤングは若い研究者の多くの研究を盛り上げ、社会起業家を育成、1997年に社会起業家養成学校（School for Social Entrepreneurs）を設立した。前者においては医療における社会学の研究の蓄積となった。様々なヤングが設立したコミュニティー研究所と互助センター（Mutual Aid Centre）は、後にトニー・ブレアの政策アドバイザーとなるジェフ・マルガンの指導のもとでヤング財団として統合された。
ヤングは1961年から1966年の間、チャーチル・カレッジのフェローを務め、1989年から1992年の間、バークベック・カレッジの学長を務めた。1980年代半ばには慈善団体のインターナショナル・アラート（International Alert）を設立した。
彼の全人生、特に後半の人生において、高齢者について懸念を抱いていた。第3世代大学とリンケージ（Linkage）を設立し、孫のいない高齢者、祖父母のいない若者を結びつけていった。2001年に慈善事業「グランドペアレンツ・プラス（Grandparents Plus）」を設立し子供たちの生活における家族の役割の拡大を支援する活動を開始した。
1992年アルバート・メダル受賞。

## 家族
ヤングは3回結婚した。1945年、彼はジョアン・ロートンと最初の結婚をして2人の息子と1人の娘を授かり、その後離婚をした。1960年に小説家で画家と彫刻家でもあるサーシャ・ムーアサムと2回目の結婚をして一人の息子と一人の娘を授かった。夫婦は南アフリカのタウンシップなどのプロジェクトで共同作業をした。1993年にサーシャが亡くなった後、ドリト・ウーレンマンと3回目の結婚をして一人の娘を授かった。
キャスターとして有名なトービー・ヤングはヤングとムーアサムとの間に生まれた息子で、「How To Lose Friends and Alienate People」の著者としても知られる。